# Pollard (Washington)
Pollard az Amerikai Egyesült Államok északnyugati részén, Washington állam Ferry megyéjében elhelyezkedő önkormányzat nélküli település.